# Patrimonialgericht Rathmannsdorf
Das Patrimonialgericht Rathmannsdorf war bis 1850 ein Patrimonialgericht im Herzogtum Anhalt-Bernburg mit Sitz in Rathmannsdorf.

## Geschichte
Rathmannsdorf war ein adeliges Dorf und Rittergut, welches im Besitz der Familie Krosigk war, die dort auch Schloss Rathmannsdorf bewohnten. Das Mannlehn-Rittergut Rathmannsdorf war ein landtagsfähiges Rittergut und berechtigte zur Teilnahme am Landtag. In diesen adligen Dörfern verfügte der Grundherr über das Recht zur Ausübung der Zivil- und Strafgerichtsbarkeit in erster Instanz. Hierzu musste er einen ausgebildeten Juristen als Gerichtshalter oder "Justitiar" bestellen. Zweite Instanz war die Landesregierung in Bernburg, die auch die Vereidigung der Gerichtshalters vornahm. Daneben verantwortete der Grundherr das Polizeiwesen. Im Jahre 1830 hatte das adelige Dorf 33 Häuser und 298 Einwohner.

## Neuorganisation 1849/50
Mit der Märzrevolution war eine umfassende Verwaltungs- und Justizreform verbunden. Die Trennung der Rechtsprechung von der Verwaltung wurde eingeführt und die Patrimonialgerichte abgeschafft. Die Verwaltungsaufgaben übernahmen die Kreisämter und die Gerichtsfunktionen die Kreisgerichte und Kreisgerichtskommissionen. Für die Justiz entstand so das Kreisgericht Bernburg. Dieses war dem Oberlandesgericht Dessau in zweiter und dem Preußische Obertribunal als letzter Instanz nachgeordnet. Die Verwaltungsaufgaben übernahm das Kreisamt Bernburg. Das Patrimonialgericht Rathmannsdorf wurde aufgehoben.